# سینمای سوئد
سینمای سوئد (به سوئدی: Svensk film) به مجموع فیلم‌هایی گفته می‌شود که در کشور سوئد ساخته شده‌اند. سینمای سوئد برای بسیاری فیلم‌های تحسین‌شده‌اش مشهور است. این سینما در طول قرن بیستم شاخص‌ترین صنعت سینما در منطقه اسکاندیناوی بوده است. این مسئله بیشتر به خاطر شهرت و محبوبیت کارگردانانی چون ویکتور شوستروم، اینگمار برگمان و اخیراً کارگردانان دیگری مانند روی آندرشون، لاسه هالستروم و لوکاس مودیسون است.

## شکل‌گیری سینمای سوئد
فیلم‌سازی سوئد زمانی شهرت جهانی یافت که کم‍پانی فیلم‌سازی اس‌اف فیلم از کریتمسته به لیندنیو منتقل شد. در طول دهه پس از آن، دو کارگردان مشهور این کمپانی، ویکتور شوستروم و موریتس استیلر فیلم‌های صامت بسیاری ساختند که برخی از بهترین‌های آن‌ها، اقتباس‌هایی سینمایی از داستان‌های رمان‌نویس برنده جایزه نوبل سلما لاگرلوف بودند.
بهترین فیلم‌های شوستروم اغلب استفاده‌ای شاعرانه از چشم‌انداز سوئدی بودند و از لحاظ احساسی، بررسی رو به جلوی شخصیت و احساس او را توسعه داد. استیلر اما گرتا گاربو را به ویژه با فیلم حماسه گوستا برلینگز (۱۹۲۴) پرورش داد. بسیاری از فیلم‌هایی که در این کمپانی ساخته شدند، اثری قابل‌توجه بر فیلم‌سازان سینمای صامت و سینمای ناطق اولیه آلمان گذاشتند؛ به‌خصوص به این‌خاطر که آلمان، به خاطر اتفاقات جنگ جهانی اول از فرانسه، بریتانیا و آمریکا فاصله گرفته بود.
در میانه قرن بیستم که هر دو این کارگردانان به همراه گاربو به آمریکا رفتند تا برای کمپانی مترو گلدوین مایر کار کنند، بر هالیوود تاثیری سوئدی گذاشتند. این دوری اما در سینمای سوئد باعث ایجاد یک خلاء شد که به بحران مالی در این سینما انجامید. هر دو این کارگردانان بعدتر به سوئد بازگشتند اما استیلر مدت کوتاهی پس از بازگشت‌اش درگذشت و شوستروم هم تقریباً تا پایان عمر کاری‌اش، همنشین تئاتر شد.
ظهور فیلم ناطق در ابتدای دهه ۱۹۳۰، رونق اقتصادی را به صنعت سینمای سوئد برگرداند اما به همراهش، سویه‌های هنری و جاه‌طلبی‌های بین‌المللی سینمای سابق را قربانی موفقیت اقتصادی کرد. نتیجه کمدی‌هایی سطحی بود که برای مصرف محلی تولید می‌شدند.

## سینمای سوئد در طول جنگ جهانی دوم
سینمای سوئد در طول جنگ جهانی، دستاوردهایی هنرمندانه به دست آورد که عمدتاً مدیون کارگردانانی چون گوستاو مولاندر، آلف خوباریا، هاس اکمان، آندرس هنریکسون و هامپ فاوستمان بود. این سینما باید وظیفه دفاع روانی در طول جنگ را به دوش می‌کشید.

## سینمای پس از جنگ

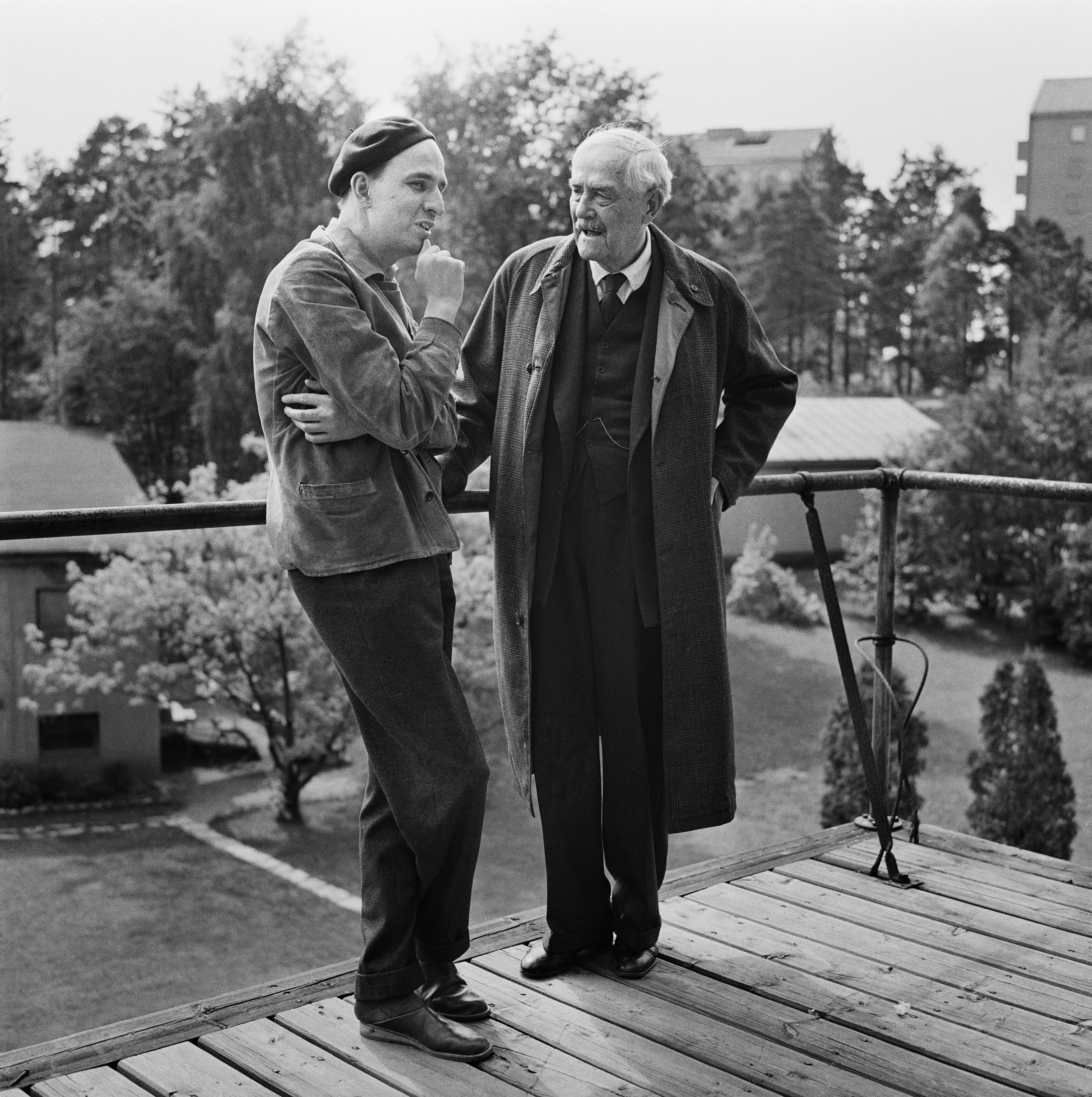
اینگمار برگمان و ویکتور شوستروم در فیلم توت‌فرنگی‌های وحشی ۱۹۵۷

مشهورترین و اثرگذارترین فیلم‌ساز سوئدی، اینگمار برگمان، در پنجاه سالگی به شهرت رسید. او فیلم‌سازی را از اواسط دهه چهارم زندگی‌اش آغاز کرد و در ۱۹۵۵، لبخندهای یک شب تابستانی را ساخت که توجه جامعه جهانی را به او جلب کرد. یک سال بعد، یکی از مشهورترین فیلم‌هایش به نام مهر هفتم را ساخت. در دهه ۱۹۶۰ برای دو سال پیاپی، جایزه اسکار بهترین فیلم خارجی‌زبان را برد؛ سال ۱۹۶۰ برای فیلم چشمه باکره و سال ۱۹۶۱، برای همچون در یک آینه. او این جایزه را در سال ۱۹۸۳ نیز برای فانی و الکساندر به دست آورد. او همین‌طور یک‌بار نامزد جایزه اسکار بهترین فیلم در سال ۱۹۷۳ و برای فیلم فریادها و نجواها شد؛ داستان دو خواهر که مرگ خواهر سومشان را نظاره می‌کنند و در عین‌حال که از مرگش در هراسند، آرزویش را هم دارند. فیلم او، اسکار بهترین فیلم را به فیلم نیش باخت و در عین حال به خاطر عجیب بودنش، نامزد بهترین فیلم خارجی‌زبان نشد. این فیلم همین‌طور یکی از سه نامزدی او برای جایزه اسکار بهترین کارگردانی را هم به ارمغان آورد. برگمان همین‌طور موفق به کسب چهار جایزه گلدن گلوب برای بهترین فیلم خارجی‌زبان شده است.